# Equitazione ai Giochi della XV Olimpiade - Concorso completo a squadre
La competizione del concorso completo a squadre di equitazione dai Giochi della XV Olimpiade si è svolta i giorni dal 30 luglio al 2 agosto 1952 a Helsinki.
La classifica finale era determinata sommando i punti dei tre cavalieri di ogni nazione della prova individuale.

## Classifica finale
| Pos.             | Nazione       | Binomio                     | Binomio        | Risultato Individuale | Risultato Totale |
| Pos.             | Nazione       | Cavaliere                   | Cavallo        | Risultato Individuale | Risultato Totale |
| ---------------- | ------------- | --------------------------- | -------------- | --------------------- | ---------------- |
| Oro              | Svezia        | Hans von Blixen-Finecke Jr. | Jubal          | -28,33                | -221,94          |
| Oro              | Svezia        | Olof Stahre                 | Komet          | -69,41                | -221,94          |
| Oro              | Svezia        | Folke Frölén                | Fair           | -124,20               | -221,94          |
| Argento          | Germania      | Wilhelm Busing              | Hubertus       | -55,50                | -235,49          |
| Argento          | Germania      | Klaus Wagner                | Dachs          | -65,66                | -235,49          |
| Argento          | Germania      | Otto Rothe                  | Trux von Kamax | -114,33               | -235,49          |
| Bronzo           | Stati Uniti   | Charles Gordon Hough        | Cassivellannus | -70,66                | -587,16          |
| Bronzo           | Stati Uniti   | Walter Staley               | Craigwood Park | -168,50               | -587,16          |
| Bronzo           | Stati Uniti   | John E. B. Wofford          | Benny Grimes   | -348,00               | -587,16          |
| 4                | Portogallo    | Fernando Cavaleiro          | Caudel         | -183,00               | -618,00          |
| 4                | Portogallo    | António de Almeida          | Florentina     | -216,20               | -618,00          |
| 4                | Portogallo    | Joaquim Silva               | Faial          | -218,80               | -618,00          |
| 5                | Danimarca     | Hans Christian Andersen     | Tom            | -222,20               | -828,86          |
| 5                | Danimarca     | Otto Mønsted Acthon         | Sirdar         | -267,66               | -828,86          |
| 5                | Danimarca     | Aage Rubæk-Nielsen          | Sahara         | -339,00               | -828,86          |
| 6                | Irlanda       | Harry Freeman-Jackson       | Cuchulain      | -268,66               | -953,52          |
| 6                | Irlanda       | Ian Hume-Dudgeon            | Hope           | -269,20               | -953,52          |
| 6                | Irlanda       | Marks Darley                | Emily Little   | -415,66               | -953,52          |
| Non classificate |               |                             |                |                       |                  |
| -                | Argentina     | Pedro Mercado               | Mandinga       | -62,80                |                  |
| -                | Argentina     | Carlos Villanueva           | San Luis       | -                     |                  |
| -                | Argentina     | Jorge Cánaves               | Yatay          | -                     |                  |
| -                | Bulgaria      | Krastyo Gochev              | Stratsine      | -                     |                  |
| -                | Bulgaria      | Rashko Fratev               | Stalingrade    | -                     |                  |
| -                | Bulgaria      | Stoyan Rogachev             | Lérine         | -                     |                  |
| -                | Canada        | Stewart Treviranus          | Rustum         | -199,00               |                  |
| -                | Canada        | Lawrence McGuinness         | Tara           | -325,33               |                  |
| -                | Canada        | Tom Gayford                 | Constellation  | -                     |                  |
| -                | Cile          | Mario Leuenberg             | Micho          | -124,16               |                  |
| -                | Cile          | Rolando Mosqueira           | Trelaros       | -                     |                  |
| -                | Cile          | Hernán Vigil                | Naftol         | -                     |                  |
| -                | Spagna        | Beltrán Díez de Rivera      | Huron          | -118,00               |                  |
| -                | Spagna        | Fernando López              | Amado Mio      | -478,33               |                  |
| -                | Spagna        | Joaquín Nogueras            | Blason         | -                     |                  |
| -                | Finlandia     | Ilmari Haimi                | Keija          | -407,50               |                  |
| -                | Finlandia     | Mauno Roiha                 | Laaos          | -                     |                  |
| -                | Finlandia     | Veikko Vartiainen           | Sabina         | -                     |                  |
| -                | Francia       | Guy Lefrant                 | Verdun         | -54,50                |                  |
| -                | Francia       | André de la Simone          | Baccus         | -193,50               |                  |
| -                | Francia       | Charles de Couët de Lorry   | Moskito III    | -                     |                  |
| -                | Gran Bretagna | Albert Edwin Hill           | Stella         | -67,33                |                  |
| -                | Gran Bretagna | Reginald Hindley            | Speculation    | -121,80               |                  |
| -                | Gran Bretagna | Laurence Rook               | Starlight XV   | -                     |                  |
| -                | Italia        | Piero D'Inzeo               | Pagoro         | -66,80                |                  |
| -                | Italia        | Lucio Manzin                | Golden Mount   | -                     |                  |
| -                | Italia        | Salvatore Oppes             | Champagne      | -                     |                  |
| -                | Messico       | Mario Becerril              | Tamaulipas     | -196,33               |                  |
| -                | Messico       | Ernest van Loon             | Ampère         | -                     |                  |
| -                | Messico       | Max van Loon                | Nerantsoula    | -                     |                  |
| -                | Paesi Bassi   | Wiel Hendrickx              | Patrick        | -                     |                  |
| -                | Paesi Bassi   | Mihai Timu                  | Cornet         | -                     |                  |
| -                | Paesi Bassi   | Nicolae Mihalcea            | Ghibelin       | -                     |                  |
| -                | Romania       | Petre Andreanu              | Ciurlan        | -                     |                  |
| -                | Romania       | Jürgen Ziegler              | Vanna          | -147,00               |                  |
| -                | Romania       | Hans Schwarzenbach          | Vae Victis     | -155,66               |                  |
| -                | Svizzera      | Werner Kilcher              | Voilette       | -                     |                  |
| -                | Svizzera      | Valerian Kuybyshev          | Perekop        | -84,00                |                  |
| -                | Svizzera      | Boris Lilov                 | Zagib          | -                     |                  |